# Alegeri în Adunarea Populară a Găgăuziei, 2021
Alegerile pentru Adunarea Populară a Găgăuziei au avut loc la 19 septembrie, după ce ar fi trebuit să aibă loc pe 16 mai 2021, însă din cauza stării de urgență declarate de Parlamentul Republicii Moldova, acestea au fost amânate. Turul al doilea al alegerilor a avut loc pe data de 3 octombrie 2021 acolo unde niciun candidat nu a obținut majoritatea voturilor, concomitent cu alegerile repetate în circumscripțiile unde prezența la vot a fost mai mică de o treime.

## Context
Pe 20 ianuarie 2021, s-au împlinit fix 4 ani de la convocarea Adunării Populare a UTA Găgăuzia, în formula aleasă în urma alegerilor precedente, desfășurate în 2016. În acest sens, Adunarea Populară a hotărât să desfășoare alegerile în data de 16 mai 2021, însă Parlamentul Republicii Moldova a decretat stare de urgență pe întreg teritoriul Republicii Moldova (incluzând Găgăuzia), începând din 1 aprilie 2021. Ca urmare a stării de urgență, scrutinul din 16 mai 2021 a fost anulat. După ce starea de urgență a fost declarată neconstituțională de Curtea Constituțională a Republicii Moldova, pe 28 aprilie 2021, desfășurarea alegerilor în Găgăuzia a fost teoretic permisă. Dizolvarea Parlamentului de legislatură a X-a și lipsa unui guvern în exercițiu au împiedicat alocarea de resurse, alegerile fiind organizate după constituirea Parlamentului de Legislatură a XI-a și după investirea Guvernului Gavrilița.

## Sistem electoral
Alegerile se desfășoară în circumscripții electorale, acestea reprezentând fiecare oraș sau sat al Găgăuziei. Cele 35 de circumscripții sunt grupate pe 3 raioane - Comrat, Ceadîr-Lunga și Vulcănești. Pentru validarea alegerilor în fiecare circumscripție este necesară o prezență de o treime + 1 din numărul alegătorilor înscriși. Dacă pragul de validare nu este atins, alegerile se declară nule și se repetă. Dacă un candidat nu acumulează majoritatea absolută (50%+1 din voturi), se organizează turul 2, în care participă primii doi candidați după numărul de voturi acumulat în primul tur. 

## Candidați
La alegerile privind constituirea unei noi Adunări Populare s-au înscris 123 de candidați, dintre care 100 sunt independenți, 21 susținuți de Blocul electoral al Comuniștilor și Socialiștilor (BeCS) și doi de Partidul Acasă Construim Europa (PACE).

## Rezultate[3]

### Finale (lista candidaților aleși membri ai Adunării Populare)
| Nr. | Circumscripția     | Deputat în funcție  | Partid      | Deputat ales        | Partid      |
| --- | ------------------ | ------------------- | ----------- | ------------------- | ----------- |
| #1  | Comrat             | Vitali Dragoi       | independent | Nicolai Dudoglo     | independent |
| #2  | Comrat             | Costantin Zlatov    | independent | Victor Petrov       | independent |
| #3  | Comrat             | Alexandr Tarnavski  | independent | Alexandr Tarnavski  | independent |
| #4  | Comrat             | Alexandr Suhodolski | PSRM        | Ivan Dimitroglo     | BECS        |
| #5  | Ceadâr-Lunga       | Nicolai Ivanciuc    | independent | Nicolai Ivanciuc    | independent |
| #6  | Ceadâr-Lunga       | Gheorghi Leiciu     | independent | Gheorghi Leiciu     | independent |
| #7  | Ceadâr-Lunga       | Ruslan Garbalâ      | PSRM        | Elena Iurcenco      | BECS        |
| #8  | Vulcănești         | Serghei Cernev      | independent | Alexandr Toporaș    | BECS        |
| #9  | Vulcănești         | Grigori Uzun        | PSRM        | Dmitri Topal        | BECS        |
| #10 | Vulcănești         | Piotr Fazlâ         | PSRM        | Piotr Fazlâ         | BECS        |
| #11 | Avdarma            | Elena Caramit       | independent | Alexandr Dinjos     | BECS        |
| #12 | Baurci             | Grigori Cadân       | independent | Grigori Cadân       | independent |
| #13 | Beșalma            | Grigori Diulgher    | independent | Grigori Diulgher    | independent |
| #14 | Beșghioz           | Gheorghi Efteni     | independent | Ivan Caraja         | independent |
| #15 | Bugeac             | Vladimir Cîssa      | PDM         | Vladimir Cîssa      | independent |
| #16 | Cișmichioi         | Ecaterina Jecova    | independent | Leonid Chiosea      | BECS        |
| #17 | Cioc-Maidan        | Fiodor Ianioglo     | independent | Fiodor Ianioglo     | independent |
| #18 | Dezghingea         | Nicolai Raia        | independent | Nicolai Raia        | independent |
| #19 | Joltai             | Natalia Șoșeva      | independent | Nicolai Andrușoi    | independent |
| #20 | Etulia             | Ivan Arnaut         | independent | Mihail Popov        | BECS        |
| #21 | Ferapontievca      | Vitali Cebanu       | independent | Dmitri Constantinov | independent |
| #22 | Gaidar             | Nicolai Uzun        | independent | Nicolai Uzun        | independent |
| #23 | Carbalia           | Valentin Gaidarji   | independent | Valentin Gaidarji   | PACE        |
| #24 | Cazaclia           | Ivanna Koksal       | independent | Alexandr Diulgher   | independent |
| #25 | Chiriet-Lunga      | Mihail Jelezoglo    | independent | Mihail Jelezoglo    | independent |
| #26 | Chirsova           | Stepan Sarioglo     | independent | Stepan Sarioglo     | independent |
| #27 | Congaz             | Mihail Manolov      | independent | Svetlana Diuvenji   | independent |
| #28 | Congaz             | Dmitri Ciobanov     | independent | Demian Caraseni     | independent |
| #29 | Congazcicul de Sus | Serghei Zaharia     | independent | Serghei Zaharia     | independent |
| #30 | Copceac            | Nicolai Dragan      | independent | Valeriu Manastîrlî  | independent |
| #31 | Copceac            | Dmitri Manastârlâ   | independent | Dmitri Manastîrlî   | independent |
| #32 | Cotovscoe          | Nicolai Ormanji     | independent | Nicolai Ormanji     | independent |
| #33 | Chioselia Rusă     | Ilia Uzun           | independent | Ilia Uzun           | independent |
| #34 | Svetlâi            | Piotr Ceavdari      | PSRM        | Ruslan Unilovschi   | independent |
| #35 | Tomai              | Serghei Cimpoeș     | independent | Serghei Cimpoeș     | independent |

### Turul 1
Sub pragul de validare
     Câștigător din primul tur
     A acces în turul 2
| Circumscripția electorală | Circumscripția electorală | Candidat               | Afiliere politică | Numărul de voturi | %        | Prezența la vot |
| 1 Comrat                  | 1 Comrat                  | 1 Comrat               | 1 Comrat          | 1 Comrat          | 1 Comrat | 1 Comrat        |
| ------------------------- | ------------------------- | ---------------------- | ----------------- | ----------------- | -------- | --------------- |
| 1                         | Comrat                    | Nicolai Dudoglo        | CI                | 936               | 41,25%   | 42,83%          |
| 1                         | Comrat                    | Irina Zelenskaia       | CI                | 395               | 17,41%   | 42,83%          |
| 1                         | Comrat                    | Mihail Vlah            | CI                | 345               | 15,20%   | 42,83%          |
| 1                         | Comrat                    | Anna Bratunova         | BeCS              | 273               | 12,03%   | 42,83%          |
| 1                         | Comrat                    | Serghei Chiulaflî      | CI                | 212               | 9,34%    | 42,83%          |
| 1                         | Comrat                    | Valeri Cîssa           | CI                | 73                | 3,22%    | 42,83%          |
| 1                         | Comrat                    | Andrei Mutcoglo        | CI                | 35                | 1,54%    | 42,83%          |
| 2 Comrat                  |                           |                        |                   |                   |          |                 |
| 2                         | Comrat                    | Victor Petrov          | CI                | 1 541             | 96,13%   | 32,35%          |
| 2                         | Comrat                    | Vladimir Bogaciov      | CI                | 62                | 3,87%    | 32,35%          |
| 3 Comrat                  |                           |                        |                   |                   |          |                 |
| 3                         | Comrat                    | Alexandr Tarnavski     | CI                | 911               | 65,45%   | 26,44%          |
| 3                         | Comrat                    | Lidia Gradinar         | CI                | 329               | 23,64%   | 26,44%          |
| 3                         | Comrat                    | Ivan Cîlcic            | CI                | 152               | 10,92%   | 26,44%          |
| 4 Comrat                  |                           |                        |                   |                   |          |                 |
| 4                         | Comrat                    | Ivan Dimitroglo        | BeCS              | 846               | 44,15%   | 40,75%          |
| 4                         | Comrat                    | Stepan Cara            | CI                | 608               | 31,73%   | 40,75%          |
| 4                         | Comrat                    | Piotr Mavrodi          | CI                | 288               | 15,03%   | 40,75%          |
| 4                         | Comrat                    | Nicolai Constantinov   | CI                | 83                | 4,33%    | 40,75%          |
| 4                         | Comrat                    | Dmitri Dimitroglo      | CI                | 55                | 2,87%    | 40,75%          |
| 4                         | Comrat                    | Prascovia Arabadji     | CI                | 28                | 1,46%    | 40,75%          |
| 4                         | Comrat                    | Ivan Ceșmedji          | CI                | 8                 | 0,42%    | 40,75%          |
| 5 Ceadîr-Lunga            |                           |                        |                   |                   |          |                 |
| 5                         | Ceadîr-Lunga              | Nicolai Ivanciuc       | CI                | 753               | 40,88%   | 44,36%          |
| 5                         | Ceadîr-Lunga              | Natalia Mihalciuc      | CI                | 424               | 23,02%   | 44,36%          |
| 5                         | Ceadîr-Lunga              | Piotr Pașalî           | BeCS              | 335               | 18,19%   | 44,36%          |
| 5                         | Ceadîr-Lunga              | Ivan Constantinov      | CI                | 330               | 17,92%   | 44,36%          |
| 6 Ceadîr-Lunga            |                           |                        |                   |                   |          |                 |
| 6                         | Ceadîr-Lunga              | Gheorghi Leiciu        | CI                | 876               | 47,66%   | 39,96%          |
| 6                         | Ceadîr-Lunga              | Alexandr Covric        | CI                | 482               | 26,22%   | 39,96%          |
| 6                         | Ceadîr-Lunga              | Anatoli Culev          | BeCS              | 386               | 21,00%   | 39,96%          |
| 6                         | Ceadîr-Lunga              | Gheorghi Ormanji       | CI                | 94                | 5,11%    | 39,96%          |
| 7 Ceadîr-Lunga            |                           |                        |                   |                   |          |                 |
| 7                         | Ceadîr-Lunga              | Elena Iurcenco         | BeCS              | 1 089             | 61,66%   | 33,69%          |
| 7                         | Ceadîr-Lunga              | Ruslan Garbalî         | CI                | 364               | 20,61%   | 33,69%          |
| 7                         | Ceadîr-Lunga              | Vladimir Constantinov  | CI                | 228               | 12,91%   | 33,69%          |
| 7                         | Ceadîr-Lunga              | Liudmila Moga          | CI                | 85                | 4,81%    | 33,69%          |
| 8 Vulcănești              |                           |                        |                   |                   |          |                 |
| 8                         | VulcăneștI                | Alexandr Toporaș       | BeCS              | 1 079             | 63,32%   | 40,17%          |
| 8                         | Vulcănești                | Serghei Cernev         | CI                | 625               | 36,68%   | 40,17%          |
| 9 Vulcănești              |                           |                        |                   |                   |          |                 |
| 9                         | Vulcănești                | Dmitri Topal           | BeCS              | 1 123             | 64,84%   | 37,64%          |
| 9                         | Vulcănești                | Victor Petrioglo       | CI                | 384               | 22,17%   | 37,64%          |
| 9                         | Vulcănești                | Andrei Cernev          | CI                | 225               | 12,99%   | 37,64%          |
| 10 Vulcănești             |                           |                        |                   |                   |          |                 |
| 10                        | Vulcănești                | Roman Tiutin           | CI                | 254               | 18,38%   | 30,75%          |
| 10                        | Vulcănești                | Piotr Fazlî            | BeCS              | 805               | 58,25%   | 30,75%          |
| 10                        | Vulcănești                | Ivan Crețu             | CI                | 323               | 23,37%   | 30,75%          |
| 11 Avdarma                |                           |                        |                   |                   |          |                 |
| 11                        | Avdarma                   | Alexandr Dinjos        | BeCS              | 407               | 51,39%   | 34,75%          |
| 11                        | Avdarma                   | Elena Caramit          | CI                | 385               | 48,61%   | 34,75%          |
| 12 Baurci                 |                           |                        |                   |                   |          |                 |
| 12                        | Baurci                    | Grigorii Cadîn         | CI                | 938               | 47,66%   | 36,98%          |
| 12                        | Baurci                    | Victor Terzi           | CI                | 626               | 31,81%   | 36,98%          |
| 12                        | Baurci                    | Nadejda Tucan          | BeCS              | 404               | 20,53%   | 36,98%          |
| 13 Beșalma                |                           |                        |                   |                   |          |                 |
| 13                        | Beșalma                   | Grigori Diulgher       | CI                | 606               | 54,84%   | 29,12%          |
| 13                        | Beșalma                   | Ilia Curu              | BeCS              | 279               | 25,25%   | 29,12%          |
| 13                        | Beșalma                   | Valentina Varban       | CI                | 180               | 16,29%   | 29,12%          |
| 13                        | Beșalma                   | Piotr Capaclî          | CI                | 40                | 3,62%    | 29,12%          |
| 14 Beșghioz               |                           |                        |                   |                   |          |                 |
| 14                        | Beșghioz                  | Ivan Caraja            | CI                | 546               | 62,69%   | 34,50%          |
| 14                        | Beșghioz                  | Valeri Garbalî         | CI                | 197               | 22,62%   | 34,50%          |
| 14                        | Beșghioz                  | Vitalie Bratan         | CI                | 128               | 14,70%   | 34,50%          |
| 15 Bugeac                 |                           |                        |                   |                   |          |                 |
| 15                        | Bugeac                    | Vladimir Cîssa         | CI                | 551               | 44,44%   | 79,88%          |
| 15                        | Bugeac                    | Alexandr Chendighelean | CI                | 449               | 36,21%   | 79,88%          |
| 15                        | Bugeac                    | Alexandr Panov         | CI                | 229               | 18,47%   | 79,88%          |
| 15                        | Bugeac                    | Vladimir Cîssa         | CI                | 7                 | 0,56%    | 79,88%          |
| 15                        | Bugeac                    | Fiodor Leiciu          | CI                | 4                 | 0,32%    | 79,88%          |
| 16 Cișmichioi             |                           |                        |                   |                   |          |                 |
| 16                        | Cișmichioi                | Leonid Chiosea         | BeCS              | 1 076             | 55,49%   | 51,63%          |
| 16                        | Cișmichioi                | Ecaterina Jecova       | CI                | 863               | 44,51%   | 51,63%          |
| 17 Cioc-Maidan            |                           |                        |                   |                   |          |                 |
| 17                        | Cioc-Maidan               | Fiodor Ianioglo        | CI                | 758               | 59,54%   | 58,50%          |
| 17                        | Cioc-Maidan               | Nicolai Arnaut         | CI                | 267               | 20,97%   | 58,50%          |
| 17                        | Cioc-Maidan               | Valeriu Ianioglo       | CI                | 176               | 13,83%   | 58,50%          |
| 17                        | Cioc-Maidan               | Anna Maslennicova      | CI                | 72                | 5,66%    | 58,50%          |
| 18 Dezghingea             |                           |                        |                   |                   |          |                 |
| 18                        | Dezghingea                | Nicolai Raia           | CI                | 879               | 60,70%   | 44,03%          |
| 18                        | Dezghingea                | Piotr Uzun             | CI                | 491               | 33,91%   | 44,03%          |
| 18                        | Dezghingea                | Dmitri Capsamun        | PACE              | 78                | 5,39%    | 44,03%          |
| 19 Joltai                 |                           |                        |                   |                   |          |                 |
| 19                        | Joltai                    | Nicolai Andrușoi       | CI                | 447               | 56,23%   | 57,30%          |
| 19                        | Joltai                    | Natalia Șoșeva         | CI                | 278               | 34,97%   | 57,30%          |
| 19                        | Joltai                    | Victor Petcovici       | CI                | 70                | 8,81%    | 57,30%          |
| 20 Etulia                 |                           |                        |                   |                   |          |                 |
| 20                        | Etulia                    | Mihail Popov           | BeCS              | 650               | 47,83%   | 49,98%          |
| 20                        | Etulia                    | Oleg Zabun             | CI                | 279               | 20,53%   | 49,98%          |
| 20                        | Etulia                    | Iurie Motuzoc          | CI                | 172               | 12,66%   | 49,98%          |
| 20                        | Etulia                    | Vladimir Sarioglo      | CI                | 132               | 9,71%    | 49,98%          |
| 20                        | Etulia                    | Serghei Mînzat         | CI                | 73                | 5,37%    | 49,98%          |
| 20                        | Etulia                    | Vladimir Manzul        | CI                | 53                | 3,90%    | 49,98%          |
| 21 Ferapontievca          |                           |                        |                   |                   |          |                 |
| 21                        | Ferapontievca             | Dmitri Constantinov    | CI                | 294               | 57,42%   | 59,14%          |
| 21                        | Ferapontievca             | Igor Mihailov          | CI                | 170               | 33,20%   | 59,14%          |
| 21                        | Ferapontievca             | Alexandr Odnostalco    | BeCS              | 48                | 9,38%    | 59,14%          |
| 22 Gaidar                 |                           |                        |                   |                   |          |                 |
| 22                        | Gaidar                    | Nicolai Uzun           | CI                | 621               | 44,68%   | 46,13%          |
| 22                        | Gaidar                    | Vitali Curu            | CI                | 475               | 34,17%   | 46,13%          |
| 22                        | Gaidar                    | Valeri Capsamun        | BeCS              | 213               | 15,32%   | 46,13%          |
| 22                        | Gaidar                    | Veaceslav Cebotari     | CI                | 55                | 3,96%    | 46,13%          |
| 22                        | Gaidar                    | Maria Gaidarji         | CI                | 26                | 1,87%    | 46,13%          |
| 23 Carbalia               |                           |                        |                   |                   |          |                 |
| 23                        | Carbalia                  | Valentin Gaidarji      | PACE              | 150               | 56,39%   | 65,28%          |
| 23                        | Carbalia                  | Ivan Dergaci           | CI                | 116               | 43,61%   | 65,28%          |
| 24 Cazaclia               |                           |                        |                   |                   |          |                 |
| 24                        | Cazaclia                  | Alexandr Diulgher      | CI                | 1 191             | 50,15%   | 48,38%          |
| 24                        | Cazaclia                  | Elena Mandaji          | BeCS              | 954               | 40,17%   | 48,38%          |
| 24                        | Cazaclia                  | Dmitri Calac           | CI                | 230               | 9,68%    | 48,38%          |
| 25 Chiriet-Lunga          |                           |                        |                   |                   |          |                 |
| 25                        | Chiriet-Lunga             | Mihail Jelezoglo       | CI                | 590               | 74,40%   | 55,46%          |
| 25                        | Chiriet-Lunga             | Grigori Todoroglo      | CI                | 93                | 11,73%   | 55,46%          |
| 25                        | Chiriet-Lunga             | Ivan Burgudji          | CI                | 83                | 10,47%   | 55,46%          |
| 25                        | Chiriet-Lunga             | Ivan Nicolaev          | CI                | 27                | 3,40%    | 55,46%          |
| 26 Chirsova               |                           |                        |                   |                   |          |                 |
| 26                        | Chirsova                  | Stepan Sarioglo        | BeCS              | 912               | 51,97%   | 42,72%          |
| 26                        | Chirsova                  | Stepan Piron           | CI                | 583               | 33,22%   | 42,72%          |
| 26                        | Chirsova                  | Semion Dragan          | CI                | 97                | 5,53%    | 42,72%          |
| 26                        | Chirsova                  | Vasili Neicovcen       | CI                | 86                | 4,90%    | 42,72%          |
| 26                        | Chirsova                  | Valentina Șichili      | CI                | 77                | 4,39%    | 42,72%          |
| 27 Congaz                 |                           |                        |                   |                   |          |                 |
| 27                        | Congaz                    | Svetlana Diuvenji      | CI                | 771               | 63,67%   | 23,96%          |
| 27                        | Congaz                    | Ivan Bessarab          | CI                | 218               | 18,00%   | 23,96%          |
| 27                        | Congaz                    | Fiodor Gaidarji        | CI                | 163               | 13,46%   | 23,96%          |
| 27                        | Congaz                    | Nicolai Arabadji       | CI                | 59                | 4,87%    |                 |
| 28 Congaz                 |                           |                        |                   |                   |          |                 |
| 28                        | Congaz                    | Demian Caraseni        | CI                | 613               | 46,87%   | 29,78%          |
| 28                        | Congaz                    | Vitali Chiurcciu       | CI                | 409               | 31,27%   | 29,78%          |
| 28                        | Congaz                    | Constantin Telpiz      | CI                | 286               | 21,87%   | 29,78%          |
| 29 Congazcicul de Sus     |                           |                        |                   |                   |          |                 |
| 29                        | Congazcicul de Sus        | Serghei Zaharia        | CI                | 456               | 48,46%   | 56,06%          |
| 29                        | Congazcicul de Sus        | Evgheni Tucan          | BeCS              | 313               | 33,26%   | 56,06%          |
| 29                        | Congazcicul de Sus        | Vasili Ichizli         | CI                | 172               | 18,28%   | 56,06%          |
| 30 Copceac                |                           |                        |                   |                   |          |                 |
| 30                        | Copceac                   | Nicolai Dragan         | BeCS              | 637               | 44,48%   | 44,88%          |
| 30                        | Copceac                   | Valeriu Manastîrlî     | CI                | 417               | 29,12%   | 44,88%          |
| 30                        | Copceac                   | Gheorghi Gaidarji      | CI                | 312               | 21,79%   | 44,88%          |
| 30                        | Copceac                   | Ivan Ialama            | CI                | 66                | 4,61%    | 44,88%          |
| 31 Copceac                |                           |                        |                   |                   |          |                 |
| 31                        | Copceac                   | Dmitri Manastîrlî      | CI                | 818               | 68,86%   | 46,00%          |
| 31                        | Copceac                   | Dmitri Curdov          | CI                | 370               | 31,14%   | 46,00%          |
| 32 Cotovscoe              |                           |                        |                   |                   |          |                 |
| 32                        | Cotovscoe                 | Nicolai Ormanji        | CI                | 295               | 100,00%  | 43,00%          |
| 33 Chioselia Rusă         |                           |                        |                   |                   |          |                 |
| 33                        | Chioselia Rusă            | Ilia Uzun              | CI                | 326               | 55,07%   | 66,37%          |
| 33                        | Chioselia Rusă            | Ivan Cîssa             | CI                | 216               | 36,49%   | 66,37%          |
| 33                        | Chioselia Rusă            | Constantin Belopșițki  | CI                | 50                | 8,45%    | 66,37%          |
| 34 Svetlîi                |                           |                        |                   |                   |          |                 |
| 34                        | Svetlîi                   | Piotr Ceavdari         | BeCS              | 226               | 40,87%   | 44,38%          |
| 34                        | Svetlîi                   | Ruslan Unilovschi      | CI                | 196               | 35,44%   | 44,38%          |
| 34                        | Svetlîi                   | Dmitri Ceachir         | CI                | 81                | 14,65%   | 44,38%          |
| 34                        | Svetlîi                   | Dmitri Mazîlo          | CI                | 50                | 9,04%    | 44,38%          |
| 35 Tomai                  |                           |                        |                   |                   |          |                 |
| 35                        | Tomai                     | Serghei Cimpoeș        | CI                | 870               | 56,71%   | 47,84%          |
| 35                        | Tomai                     | Oxana Nedealco-Calîn   | CI                | 348               | 22,69%   | 47,84%          |
| 35                        | Tomai                     | Dmitrii Chiosea        | BeCS              | 316               | 20,60%   | 47,84%          |

### A doua tentativă
A doua tentativă de alegere a deputaților în Adunarea Populară survine în urma neîntrunirii prezenței la vot de cel puțin o treime dintre cetățenii cu drept de vot arondați unei circumscripții electorale. Drept urmare, în șase circumscripții electorale, alegerile vor fi reluate de la capăt și vor fi validate indiferent de rata participării la vot.
| Circumscripția electorală | Circumscripția electorală | Candidat           | Afiliere politică | Numărul de voturi | %        | Prezența la vot |
| 2 Comrat                  | 2 Comrat                  | 2 Comrat           | 2 Comrat          | 2 Comrat          | 2 Comrat | 2 Comrat        |
| ------------------------- | ------------------------- | ------------------ | ----------------- | ----------------- | -------- | --------------- |
| 2                         | Comrat                    | Victor Petrov      | CI                | 1780              | 97,53%   | 36,27%          |
| 2                         | Comrat                    | Vladimir Bogaciov  | CI                | 45                | 2,47%    | 36,27%          |
| 3 Comrat                  |                           |                    |                   |                   |          |                 |
| 3                         | Comrat                    | Ivan Cîlcic        | CI                | 103               | 8,16%    | 23,61%          |
| 3                         | Comrat                    | Lidia Gradinar     | CI                | 278               | 22,01%   | 23,61%          |
| 3                         | Comrat                    | Alexandr Tarnavski | CI                | 882               | 69,83%   | 23,61%          |
| 10 Vulcănești             |                           |                    |                   |                   |          |                 |
| 10                        | Vulcănești                | Roman Tiutin       | CI                | 153               | 9,65%    | 30,08%          |
| 10                        | Vulcănești                | Piotr Fazlî        | BeCS              | 1056              | 76,63%   | 30,08%          |
| 10                        | Vulcănești                | Ivan Crețu         | CI                | 189               | 13,72%   | 30,08%          |
| 13 Beșalma                |                           |                    |                   |                   |          |                 |
| 13                        | Beșalma                   | Valentina Varban   | CI                | 91                | 8,60%    | 28,38%          |
| 13                        | Beșalma                   | Piotr Capaclî      | CI                | 29                | 2,74%    | 28,38%          |
| 13                        | Beșalma                   | Ilia Curu          | BeCS              | 206               | 19,47%   | 28,38%          |
| 13                        | Beșalma                   | Grigori Diulgher   | CI                | 732               | 69,19%   | 28,38%          |
| 27 Congaz                 |                           |                    |                   |                   |          |                 |
| 27                        | Congaz                    | Fiodor Gaidarji    | CI                | 89                | 8,29%    | 20,41%          |
| 27                        | Congaz                    | Ivan Bessarab      | CI                | 194               | 18,06%   | 20,41%          |
| 27                        | Congaz                    | Nicolai Arabadji   | CI                | 50                | 4,66%    | 20,41%          |
| 27                        | Congaz                    | Svetlana Diuvenji  | CI                | 741               | 68,99%   | 20,41%          |
| 28 Congaz                 |                           |                    |                   |                   |          |                 |
| 28                        | Congaz                    | Demian Caraseni    | CI                | 782               | 57,12%   | 31,14%          |
| 28                        | Congaz                    | Constantin Telpiz  | CI                | 254               | 18,55%   | 31,14%          |
| 28                        | Congaz                    | Vitali Chiurcciu   | CI                | 333               | 24,32%   | 31,14%          |

### Turul 2
Turul al doilea al alegerilor va avea loc pe 3 octombrie, în circumscripțiile electorale unde niciun candidat nu a obținut majoritatea absolută în primul tur. Așadar, în a doua rundă de scrutin vor participa primii doi candidați în ordinea descrescătoare a rezultatelor obținute în primul tur. Candidatul care va obține cele mai multe voturi și, implicit, majoritatea absolută, obține mandatul de deputat în Adunarea Populară.
| Circumscripția electorală | Circumscripția electorală | Candidat               | Afiliere politică | Numărul de voturi | %        | Prezența la vot |
| 1 Comrat                  | 1 Comrat                  | 1 Comrat               | 1 Comrat          | 1 Comrat          | 1 Comrat | 1 Comrat        |
| ------------------------- | ------------------------- | ---------------------- | ----------------- | ----------------- | -------- | --------------- |
| 1                         | Comrat                    | Nicolai Dudoglo        | CI                | 1347              | 62,22%   | 42,30%          |
| 1                         | Comrat                    | Irina Zelenskaia       | CI                | 818               | 37,78%   | 42,30%          |
| 4 Comrat                  |                           |                        |                   |                   |          |                 |
| 4                         | Comrat                    | Ivan Dimitroglo        | BeCS              | 1133              | 55,43%   | 42,59%          |
| 4                         | Comrat                    | Stepan Cara            | CI                | 911               | 44,57%   | 42,59%          |
| 5 Ceadîr-Lunga            |                           |                        |                   |                   |          |                 |
| 5                         | Ceadîr-Lunga              | Nicolai Ivanciuc       | CI                | 1163              | 65,04%   | 43,32%          |
| 5                         | Ceadîr-Lunga              | Natalia Mihalciuc      | CI                | 625               | 34,96%   | 43,32%          |
| 6 Ceadîr-Lunga            |                           |                        |                   |                   |          |                 |
| 6                         | Ceadîr-Lunga              | Gheorghi Leiciu        | CI                | 1211              | 65,28%   | 40,20%          |
| 6                         | Ceadîr-Lunga              | Alexandr Covric        | CI                | 644               | 34,72%   | 40,20%          |
| 12 Baurci                 |                           |                        |                   |                   |          |                 |
| 12                        | Baurci                    | Grigorii Cadîn         | CI                | 1065              | 53,41%   | 37,38%          |
| 12                        | Baurci                    | Victor Terzi           | CI                | 929               | 46,59%   | 37,38%          |
| 15 Bugeac                 |                           |                        |                   |                   |          |                 |
| 15                        | Bugeac                    | Vladimir Cîssa         | CI                | 740               | 57,86%   | 78,23%          |
| 15                        | Bugeac                    | Alexandr Chendighelean | CI                | 539               | 42,14%   | 78,23%          |
| 20 Etulia                 |                           |                        |                   |                   |          |                 |
| 20                        | Etulia                    | Mihail Popov           | BeCS              | 833               | 58,99%   | 52,36%          |
| 20                        | Etulia                    | Oleg Zabun             | CI                | 579               | 41,01%   | 52,36%          |
| 22 Gaidar                 |                           |                        |                   |                   |          |                 |
| 22                        | Gaidar                    | Nicolai Uzun           | CI                | 892               | 62,86%   | 47,06%          |
| 22                        | Gaidar                    | Vitali Curu            | CI                | 527               | 37,14%   | 47,06%          |
| 29 Congazcicul de Sus     |                           |                        |                   |                   |          |                 |
| 29                        | Congazcicul de Sus        | Serghei Zaharia        | CI                | 526               | 56,38%   | 56,28%          |
| 29                        | Congazcicul de Sus        | Evgheni Tucan          | BeCS              | 407               | 43,62%   | 56,28%          |
| 30 Copceac                |                           |                        |                   |                   |          |                 |
| 30                        | Copceac                   | Nicolai Dragan         | BeCS              | 821               | 49,10%   | 51,70%          |
| 30                        | Copceac                   | Valeriu Manastîrlî     | CI                | 851               | 50,90%   | 51,70%          |
| 34 Svetlîi                |                           |                        |                   |                   |          |                 |
| 34                        | Svetlîi                   | Piotr Ceavdari         | BeCS              | 283               | 45,79%   | 48,33%          |
| 34                        | Svetlîi                   | Ruslan Unilovschi      | CI                | 335               | 54,21%   | 48,33%          |

## Urmări
Adunarea Populară s-a întrunit în ședința de constituire la 12 noiembrie 2021, însă nefiind o majoritate, deputații nu au ajuns la un consens. În total au existat 13 tentative (până la 22 ianuarie 2022), fiind analizată și posibilitatea auto-dizolvării și organizarea alegerilor anticipate.